# Orión ciego en busca del sol naciente
Orión ciego en busca del sol naciente (en francés: Orion aveugle cherchant le soleil levant) es un cuadro creado en 1658 por el artista francés Nicolas Poussin. Realizada en óleo sobre lienzo, la obra representa una escena de la mitología griega en la que Orión, habiendo quedado cegado, busca el sol naciente.
La escena de la pintura se inspiró en los escritos del escritor asirio Luciano de Samósata sobre la mitología griega, incluida la leyenda de Orión. Poussin pintó Orión ciego en busca del sol naciente por encargo de Michel Passart, un conocido mecenas de la pintura de paisajes. La obra está en la colección del Museo Metropolitano de Arte, que considera la obra como una de las mejores pinturas de paisajes de Poussin.

## Descripción
En la mitología griega, Orión era un gigante cazador. Tras emborracharse por el vino, intentó violar a la joven princesa de Quíos y su padre lo castigó dejándolo ciego. Un oráculo le dijo que viajara lo más al este posible, al otro lado del mundo donde los rayos del sol naciente podrían curar sus ojos.
Para su viaje, Orión pasó por la fragua de Hefesto donde solicitó un aprendiz, Cedalión, para que lo guiara en el camino. Al final del viaje, Orión recuperó la vista, pero Artemisa lo mató accidentalmente y luego colocó su imagen entre las estrellas. Ella está aquí encima de él, en las nubes, mirándolo.
Poussin muestra al gigante, con un arco en la mano, caminando por un paisaje boscoso hacia un mar lejano.[cita requerida] Cedalión está posado sobre sus hombros y Hefesto, al borde del camino, muestra el camino. Una nube flotando frente a la cara de Orión sugiere que su visión está oscurecida.[cita requerida]